# Guerre du Colorado
Guerres indiennes
La guerre du Colorado s'est déroulée de 1864 à 1865 entre, d'une part les tribus amérindiennes Cheyennes et Arapahos, et d'autre part les colons américains et leurs milices dans le territoire du Colorado et les régions adjacentes. Les tribus Kiowas et Comanches ont joué un rôle mineur dans les actions perpétrées dans le sud du territoire le long de la rivière Arkansas, tandis que les Sioux ont joué un rôle important dans les actions perpétrées le long de la South Platte. Le gouvernement fédéral et les autorités du Colorado ont participé à travers la constitution des volontaires du Colorado, le 1er régiment de cavalerie du Colorado, une milice de citoyens, tandis que l'armée des États-Unis n'a joué qu'un rôle mineur. La guerre a été intense dans les plaines de l'est du Colorado. L'un des plus célèbres épisodes de la guerre est le massacre de Sand Creek, en novembre 1864. La bataille, initialement décrite par la presse américaine comme une grande victoire, a plus tard été décriée pour sa brutalité génocidaire. Des auditions de l'armée et du Congrès ont établi plus tard la culpabilité de John Chivington, commandant des volontaires du Colorado, et de ses troupes.

## Contexte

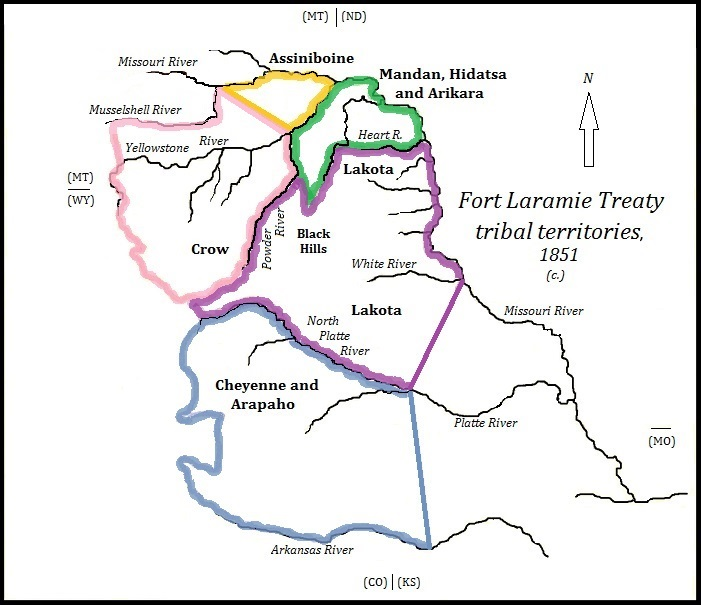
Les terres indiennes telles que définies par le traité de Fort Laramie.

Selon les termes du traité de Fort Laramie de 1851 entre les États-Unis et quelques représentants de diverses tribus, dont les Cheyennes et les Arapahos, les États-Unis ont défini et reconnu unilatéralement le territoire cheyenne et arapaho comme s'étendant de la rivière North Platte dans l'actuel Wyoming et Nebraska vers le sud jusqu'à la rivière Arkansas dans l'actuel Colorado et Kansas. Le traité reconnaissait également que les territoires tribaux ainsi définis étaient des territoires minimum et qu'il n'excluait pas l'existence de territoires tribaux supplémentaires non mentionnés dans le traité. Le traité n'a pas — comme on l'assume souvent à tort — « alloué des territoires » à diverses tribus mais a cherché à faire des délimitations déclaratoires des terres tribales souveraines déjà existantes à travers lesquelles les États-Unis ont simplement sécurisé un droit de passage. Initialement, la terre, souvent appelée « le Grand Désert Américain », n'intéressait guère les États-Unis et les colons blancs. Cependant, la découverte en novembre 1858 d'or dans les montagnes Rocheuses du Colorado (alors partie du territoire du Kansas) a déclenché une ruée vers l'or et un afflux conséquent d'émigration blanche à travers les terres cheyennes et arapaho. Les responsables territoriaux du Colorado ont exercé des pressions sur les autorités fédérales pour redéfinir et réduire l'étendue des terres traitées avec les Amérindiens.
Le 18 février 1861, six chefs des Cheyennes du Sud et quatre des Arapahos ont signé le traité de Fort Wise avec les États-Unis à Bent's New Fort à Big Timbers près de ce qui est aujourd'hui Lamar au Colorado. Ils ont cédé plus de 90 % des terres qui leur étaient désignées par le traité de Fort Laramie. Leur nouvelle réserve, considérablement réduite, était située dans l'est du Colorado. Certains Cheyennes, y compris les Dog Soldiers, un groupe militarisé de Cheyennes et de Lakotas qui avait évolué à partir des années 1830, ont désavoué le traité et ont refusé de se conformer à ses contraintes. Ils ont continué à vivre et à chasser dans les terres riches en bisons de l'est du Colorado et de l'ouest du Kansas, devenant de plus en plus belliqueux face à l'immigration blanche sur leurs terres. Les Cheyennes opposés au traité ont affirmé qu'il avait été signé par une petite minorité des chefs sans le consentement ou l'approbation du reste de la tribu, que les signataires n'avaient pas compris ce qu'ils signaient et qu'ils avaient été soudoyés pour signer en échange d'une large distribution de cadeaux. Les Blancs, cependant, considéraient le traité comme une « obligation solennelle » et considéraient que ceux des Amérindiens qui refusaient de s'y conformer étaient hostiles et préparaient une guerre.

## Premiers affrontements
En mars 1864, il y avait peu d'indications qu'une guerre indienne allait éclater dans le Colorado. L'armée américaine prévoyait de retirer bon nombre de ses unités des Grandes Plaines pour combattre la Confédération dans la guerre civile. Cependant, le 9 avril, le colonel John Chivington, commandant des volontaires du Colorado, rapporta que des Amérindiens avaient volé 175 têtes de bétail à des Blancs. Les Cheyennes ont ensuite déclaré avoir trouvé du bétail errant librement sur les plaines et les avoir emmenés dans leurs camps. Le lieutenant George Eayre, avec des soldats et un obusier, fut envoyé pour récupérer le bétail. Le 12 avril, Eayre rencontra un groupe de Cheyennes. Une bagarre éclata au cours de laquelle un soldat fut tué. Eayre brûla les soixante-dix tipis d'un campement voisin et retourna à Denver avec 20 têtes de bétail. Cet affrontement eut lieu près des sources de la rivière Republican.
Vers la même époque, un groupe de quatorze Dog Soldiers rencontra un groupe de quinze à vingt soldats juste au nord de la rivière South Platte. Les soldats demandèrent aux Dog Soldiers de jeter leurs armes. Les soldats soupçonnaient les Dog Soldiers d'avoir volé quatre mules à un propriétaire blanc. Une bagarre éclata et deux soldats furent tués et trois Dog Soldiers furent blessés. Le guerrier cheyenne George Bent (en), a déclaré que les Amérindiens étaient perplexes face à ce qu'ils considéraient comme des attaques non provoquées par des soldats. Bent a spéculé que les altercations entre les soldats et les Amérindiens étaient un effort du colonel Chivington et des volontaires du Colorado pour éviter de recevoir l'ordre d'aller combattre les Confédérés au Kansas en établissant un besoin pour eux de rester au Colorado en raison d'une guerre indienne.

## Intensification du conflit
Les incidents continuent de se produire régulièrement, déclenchés à la fois par les Amérindiens et les soldats et miliciens américains. En mai, le lieutenant Eayre était de nouveau sur le terrain avec 100 hommes et 2 obusiers. Près de la rivière Smoky Hill au Kansas, Eayre a eu un affrontement avec les Dog Soldiers. Il affirmait que les Amérindiens avaient commencé le combat ; les Amérindiens prétendaient que les soldats les avaient attaqués. Eayre affirmait avoir tué 28 Amérindiens pour une perte de quatre de ses propres hommes. Bent prétendait que seuls trois Amérindiens avaient été tués, mais parmi les morts amérindiens se trouvait Lean Bear, un éminent chef Dog Soldier,. Eayre a terminé son raid à Fort Larned, près de l'actuelle Larned au Kansas, où 240 de ses chevaux et mules ont été volés par les Kiowas. Des soldats ont ouvert le feu sur des Arapahos qui offraient leur aide pour récupérer les chevaux volés, ceux-ci sont donc devenus hostile par la suite.

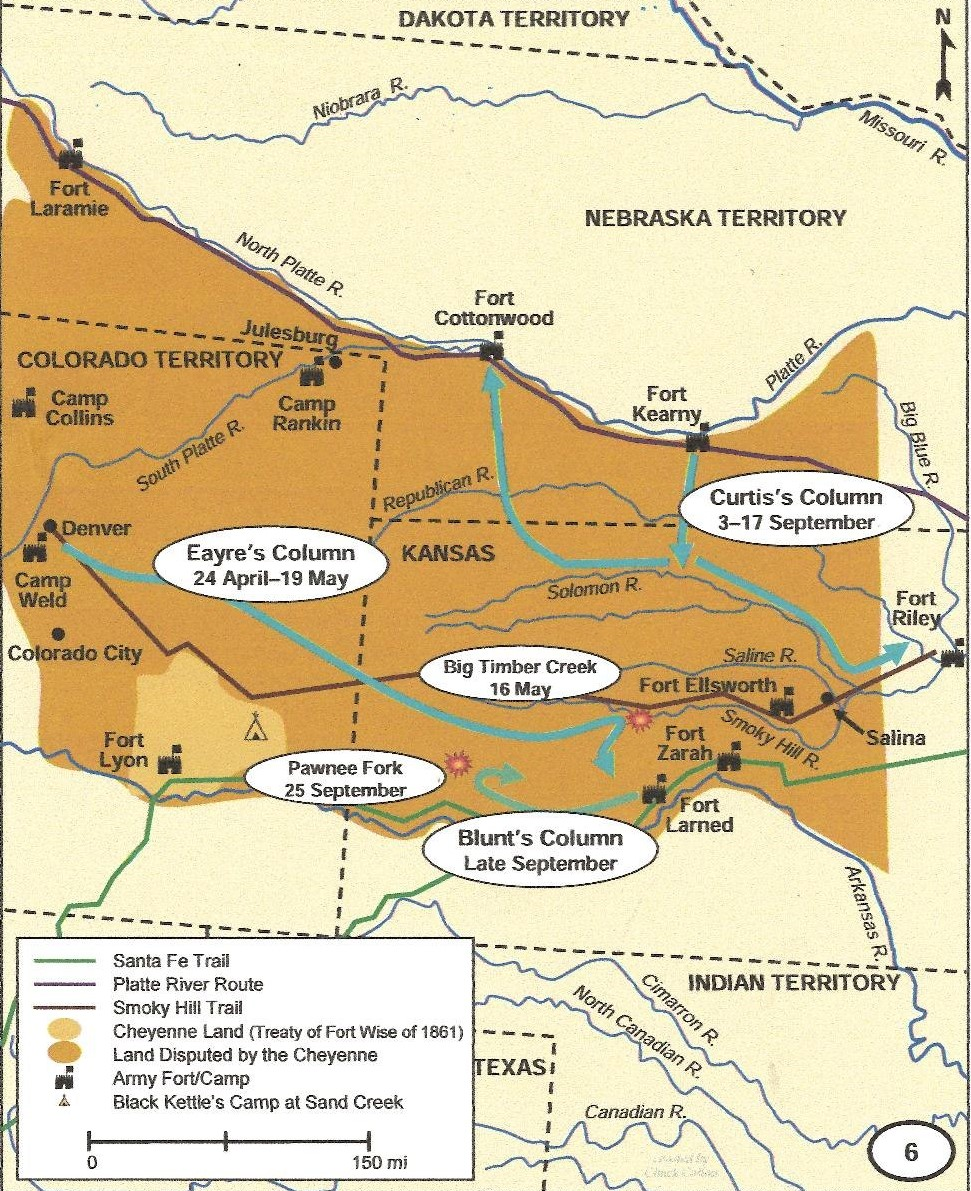
Carte de la guerre du Colorado.

En mai, le major Jacob Downing et une force de volontaires du Colorado attaquent un village cheyenne dans le canyon de Cedar au nord de la rivière South Platte. Les habitants du village étaient principalement des vieilles femmes et des enfants. Downing a rapporté avoir tué 26 Amérindiens. Un soldat a été tué. Le 11 juin, à seulement 50 kilomètres de Denver, quatre Arapahos ont tué les quatre membres de la famille Hungate, semant la peur dans la ville que la guerre soit à leur porte. Le 12 juillet, un groupe de Sioux Miniconjous attaque un convoi de chariots sur la piste de l'Oregon, tuant 4 hommes. Les soldats poursuivent les assaillants mais sont pris en embuscade et un homme est tué. Le 20 août, les Amérindiens tuent 5 membres d'une famille au Nebraska. Au total, 51 personnes sont tuées par des Amérindiens le long de la Little Blue River au Kansas et au Nebraska. Les routes menant à Denver à travers les Grandes Plaines sont fermées du 15 août au 24 septembre.
Des soldats du Kansas se sont également impliqués dans la guerre. Le 25 septembre, le major général James G. Blunt avec 400 soldats et des éclaireurs amérindiens lenapes rencontrent des Cheyennes sur la Pawnee River. Blunt prétend avoir tué 9 Amérindiens pour le coût de deux soldats morts.

## Négociations de paix

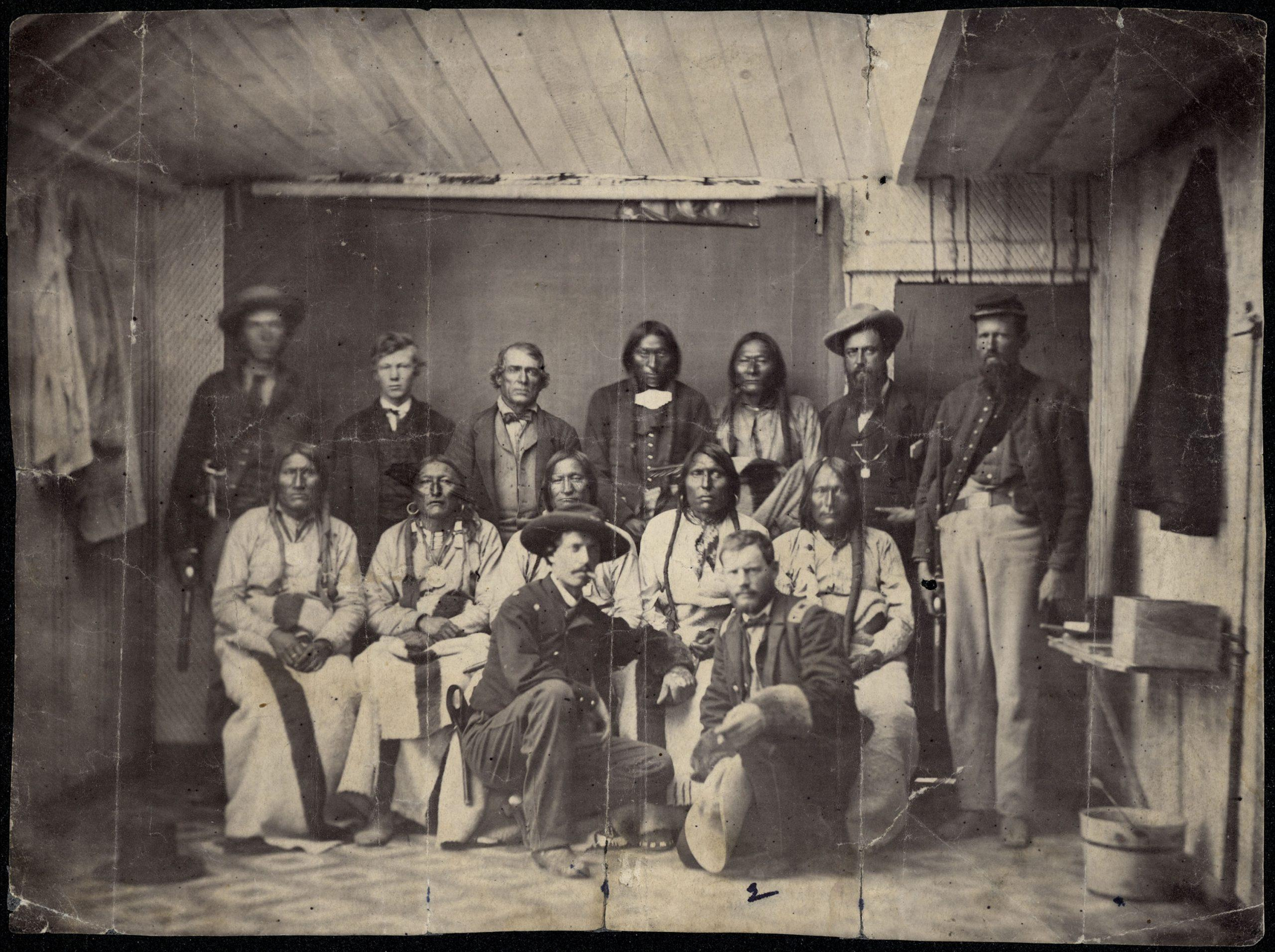
La conférence de Camp Weld, le 28 septembre 1864, avec les Cheyennes et les Arapahos. Le major Wynkoop est agenouillé à gauche. Black Kettle est le troisième à partir de la gauche dans la rangée du milieu.

En juillet 1864, le gouverneur du Colorado, John Evans, envoie une circulaire aux Indiens des Plaines, invitant ceux qui étaient amicaux à se rendre en un lieu sûr à Fort Lyon (près de l'actuelle Lamar au Colorado) sur les plaines orientales, où leur peuple se verrait fournir des provisions et une protection par les troupes des États-Unis. Un nombre substantiel d'Amérindiens désiraient la paix, tandis que les Dog Soldiers poursuivaient la guerre. Le 29 août 1864, deux Cheyennes, George Bent et Edmond Guerrier, écrivirent des lettres au nom de « Black Kettle et d'autres chefs », offrant de faire la paix et de rendre sept prisonniers blancs en échange de prisonniers amérindiens détenus par les Blancs. En réponse, le major Edward W. Wynkoop, le commandant du Fort Lyon, mena une force de 130 hommes pour tenter de récupérer les prisonniers. Ils furent accueillis par un groupe de 600 ou plus de guerriers cheyennes sur la rivière Smoky Hill. Lors des discussions avec Black Kettle et d'autres, Wynkoop invita les chefs à visiter Denver pour rencontrer le gouverneur, John Evans, et le colonel Chivington. Les réunions au Camp Weld se terminèrent avec Black Kettle et les autres chefs croyant apparemment qu'ils avaient fait la paix avec les Blancs.
À leur retour à Fort Lyon, Wynkoop promit aux Amérindiens pacifiques une protection s'ils établissaient un village sur Sand Creek, à 60 kilomètres au nord-est de Fort Lyon, et dans la zone attribuée aux Cheyennes et aux Arapahos par le traité de Fort Wise. Black Kettle et ses partisans se déplacèrent à Sand Creek. Le 17 octobre, cependant, Wynkoop fut relevé de son commandement par Chivington, apparemment en raison de son plaidoyer en faveur d'un règlement pacifique de la guerre.
Malgré le désir de paix de Black Kettle et d'autres, les Dog Soldiers et d'autres Amérindiens hostiles continuèrent de piller des ranchs et des convois et d'affronter des soldats pendant l'automne, surtout au Kansas et au Nebraska. Plusieurs offensives de l'armée américaine furent inefficaces.

## Massacre de Sand Creek
« Que soit maudit tout homme qui sympathise avec les Amérindiens ! ... Je suis venu pour tuer des Amérindiens, et je crois qu'il est juste et honorable d'utiliser tous les moyens sous le ciel de Dieu pour tuer des Amérindiens. ... Tuez et scalpez tout le monde, grands et petits ; les lentes deviennent des poux. »,

— Colonel John Chivington

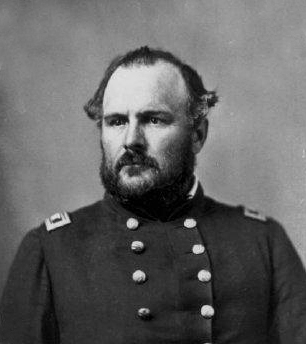
Le colonel John Chivington.

Le 29 novembre 1864, 675 hommes, principalement membres des volontaires du Colorado dirigés par le colonel John M. Chivington, pénètrent dans le territoire des Cheyennes et des Arapahos, dans des terres attribuées aux Cheyennes et aux Arapahos par le traité de Fort Wise. Les soldats attaquent le village de Black Kettle, au-dessus duquel flottaient à la fois un drapeau américain et un drapeau blanc de trêve, et tuent environ 150 Amérindiens, principalement des femmes, des enfants et des personnes âgées non armés. Il n'y avait pas de Dog Soldiers ni d'autres Amérindiens hostiles dans le village au moment de l'attaque de Chivington.

## Représailles amérindiennes
« La nuit, toute la vallée [de la South Platte River] était illuminée par les flammes des ranchs et des stations de diligences en feu, mais les lieux furent rapidement tous détruits et l'obscurité tomba sur la vallée. »,

— George Bent

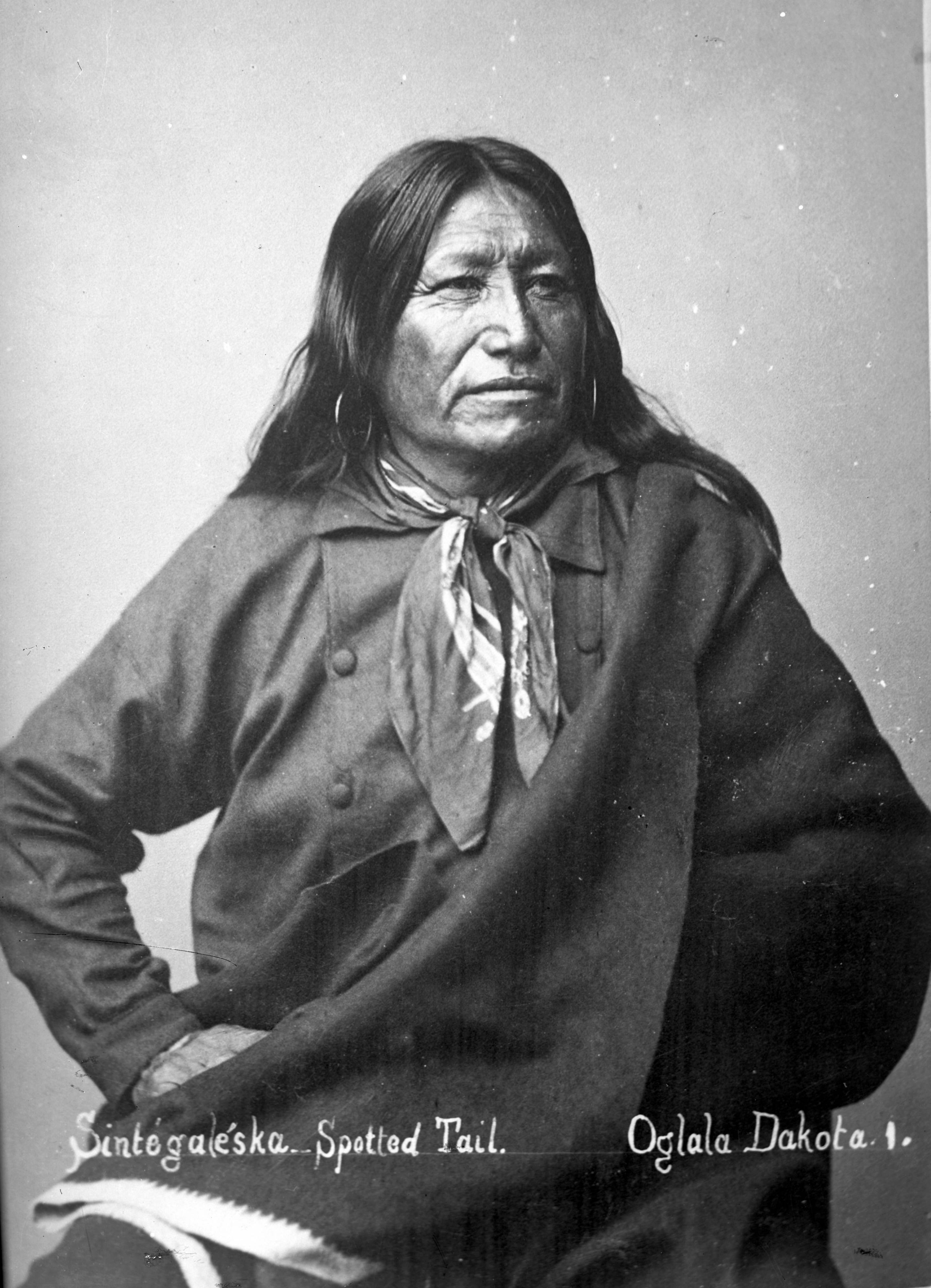
Spotted Tail, chef des Lakotas Brûlés.

Après le massacre de Sand Creek, selon George Bent, les Cheyennes, les Arapahos du Nord et les sous-tribus Brûlés et Oglalas des Lakotas se sont réunis vers le 1er janvier 1865 sur Cherry Creek, dans l'actuel comté de Cheyenne, au Kansas. Ils se sont mis d'accord pour déclarer la guerre aux Blancs et ont décidé d'attaquer le Camp Rankin et le village voisin de Julesburg, dans le Colorado. Les Sioux, les premiers à accepter la guerre, ont eu l'honneur de diriger une colonne de peut-être 1 000 guerriers et environ 3 000 femmes et enfants supplémentaires. Après l'attaque sur Julesburg, les Amérindiens prévoyaient de marcher vers le nord pour rejoindre leurs parents dans le Wyoming. 
Julesburg était composé d'une station de diligence, d'écuries, d'un bureau de poste express et télégraphique, d'un entrepôt et d'un grand magasin qui desservait les voyageurs se rendant à Denver le long de la South Platte. Sa population comptait environ 50 hommes armés. À un mile à l'ouest se trouvait le Camp Rankin, avec une compagnie d'environ 60 hommes de cavalerie. Des murs de terre entouraient les deux établissements. Le 7 janvier, 1 000 guerriers attaquent Julesburg et le Camp Rankin, tuant 14 soldats et quatre civils armés avec peu ou pas de perte de leur côté. Les soldats et les civils survivants se sont réfugiés à l'intérieur du Camp Rankin tandis que les Amérindiens pillaient le village,,.
Tous les Amérindiens n'étaient pas engagés dans la guerre. Après le raid, Black Kettle et 80 tipis de ses partisans (peut-être 100 hommes et leurs familles) ont quitté le gros des troupes et ont rejoint les Kiowas et les Comanches au sud de l'Arkansas. De nombreux Arapahos du Sud avaient également déménagé au sud de l'Arkansas.
Du 28 janvier au 2 février, les Amérindiens se lancent dans une grande expédition le long de la vallée de la South Platte River. Les Cheyennes attaquent à l'ouest de Julesburg, les Arapahos du Nord près de Julesburg, et les Sioux à l'est de Julesburg, détruisant une douzaine de ranchs et de stations de diligences sur 150 kilomètres de la vallée de la rivière et accumulant un grand troupeau de bovins capturés. Près de Valley Station (aujourd'hui Sterling, Colorado), les Cheyennes ont un accrochage avec des soldats. Illustrant la différence de récits entre les soldats et les Amérindiens, le lieutenant J. J. Kennedy déclare que sa troupe avait combattu avec les assaillants et avait tué 10 à 20 Amérindiens et récupéré 400 bovins volés. George Bent dit qu'il s'agissait d'une escarmouche mineure dans laquelle aucun Amérindien n'avait été tué ou blessé et les seuls bovins récupérés par les soldats étaient ceux abandonnés par les Amérindiens comme étant trop maigres pour être volés. Pendant le raid, les Cheyennes ont rencontré un groupe de neuf anciens soldats. Ils ont tué les neuf et ont découvert deux scalps cheyennes dans leurs bagages, provenant du massacre de Sand Creek. Bien que les soldats et les éleveurs aient prétendu avoir infligé de lourdes pertes aux assaillants, Bent dit qu'il ne connaissait que quatre Amérindiens tués pendant les raids. Trois étaient des Sioux qui ont été tués lors de l'attaque d'un convoi de chariots et un était un Arapaho qui a été tué accidentellement par un Cheyenne,.
Le 2 février, les Amérindiens quittent leur grand camp sur la South Platte River et ont continué vers le nord vers le pays de la Powder River dans le Wyoming pour rejoindre leurs parents là-bas. Les Sioux ont mené la marche car ils étaient les plus familiers avec le territoire. En route, les Amérindiens ont eu deux autres escarmouches dans le Nebraska avec l'armée américaine à Mud Springs et Rush Creek. Dans les mois suivants, les Amérindiens ont fréquemment attaqué des convois de chariots et des établissements militaires le long de la piste de l'Oregon dans le Wyoming. À l'été 1865, les Amérindiens lancent une offensive à grande échelle lors de la bataille de Platte Bridge (actuellement Casper, Wyoming), remportant une victoire mineure. Plus tard cet été-là, l'armée américaine envahit le territoire amérindien dans le Wyoming avec plus de 2 000 soldats dans l'inefficace expédition de la Powder River.